# Bundesliga Femenina 2014-15
La Bundesliga Femenina 2014-15 fue la 25.ª edición de la máxima categoría de la liga de fútbol femenino de Alemania. Comenzó el 30 de agosto de 2014 y terminó el 10 de mayo de 2015. El equipo campeón fue FC Bayern Múnich y el subcampeón VfL Wolfsburgo que además se clasificaron a la Liga de Campeones Femenina de la UEFA.

## Clasificación
| Pos. | Equipo                 | Pts. | PJ | G  | E | P  | GF | GC | Dif. | Clasificación o descenso     |
| ---- | ---------------------- | ---- | -- | -- | - | -- | -- | -- | ---- | ---------------------------- |
| 1    | FC Bayern Múnich (C)   | 56   | 22 | 17 | 5 | 0  | 56 | 7  | +49  | Calificó a Liga de Campeones |
| 2    | VfL Wolfsburgo         | 55   | 22 | 17 | 4 | 1  | 67 | 4  | +63  | Calificó a Liga de Campeones |
| 3    | 1. FFC Frankfurt       | 53   | 22 | 17 | 2 | 3  | 74 | 19 | +55  | Calificó a Liga de Campeones |
| 4    | 1. FFC Turbine Potsdam | 48   | 22 | 15 | 3 | 4  | 52 | 24 | +28  |                              |
| 5    | SGS Essen              | 28   | 22 | 8  | 4 | 10 | 32 | 36 | −4   |                              |
| 6    | TSG Hoffenheim         | 26   | 22 | 7  | 5 | 10 | 29 | 40 | −11  |                              |
| 7    | SC Friburgo            | 23   | 22 | 7  | 2 | 13 | 34 | 62 | −28  |                              |
| 8    | FF USV Jena            | 20   | 22 | 4  | 8 | 10 | 25 | 40 | −15  |                              |
| 9    | Bayer 04 Leverkusen    | 20   | 22 | 5  | 5 | 12 | 23 | 42 | −19  |                              |
| 10   | SC Sand                | 19   | 22 | 5  | 4 | 13 | 27 | 43 | −16  |                              |
| 11   | MSV Duisburg           | 17   | 22 | 3  | 8 | 11 | 18 | 49 | −31  | Desciende a 2. Bundesliga    |
| 12   | Herforder SV           | 5    | 22 | 1  | 2 | 19 | 18 | 89 | −71  | Desciende a 2. Bundesliga    |

 Fuente: 

## Resultados
|                        | DUI | ESS | FRI | FRA | HOF | JEN | HER  | LEV | MUN | POT | SAN | WOL |
| ---------------------- | --- | --- | --- | --- | --- | --- | ---- | --- | --- | --- | --- | --- |
| MSV Duisburg           |     | 1-2 | 0-2 | 0-4 | 0-4 | 1-1 | 4-0  | 2-0 | 0-0 | 3-3 | 1-1 | 0-3 |
| SGS Essen              | 0-0 |     | 5-1 | 1-3 | 1-3 | 1-2 | 2-0  | 1-0 | 0-0 | 0-1 | 2-2 | 0-4 |
| SC Friburgo            | 2-2 | 1-4 |     | 2-4 | 1-0 | 3-0 | 2-3  | 2-3 | 1-2 | 2-4 | 3-2 | 0-2 |
| 1. FFC Frankfurt       | 6-0 | 3-1 | 7-0 |     | 4-0 | 4-1 | 6-1  | 3-0 | 1-2 | 5-1 | 3-0 | 1-1 |
| TSG Hoffenheim         | 1-0 | 3-1 | 2-2 | 1-7 |     | 1-1 | 3-0  | 1-1 | 1-2 | 1-3 | 1-0 | 0-1 |
| FF USV Jena            | 1-1 | 1-1 | 0-2 | 1-2 | 1-1 |     | 3-3  | 1-2 | 1-4 | 2-3 | 3-1 | 0-4 |
| Herforder SV           | 1-2 | 0-5 | 2-3 | 0-5 | 2-3 | 0-2 |      | 2-2 | 0-6 | 1-3 | 1-3 | 0-7 |
| Bayer 04 Leverkusen    | 0-0 | 2-3 | 5-1 | 1-2 | 1-1 | 0-1 | 3-0  |     | 0-4 | 1-6 | 0-1 | 0-3 |
| FC Bayern Múnich       | 6-0 | 2-0 | 5-0 | 1-1 | 3-0 | 2-1 | 7-0  | 2-0 |     | 1-0 | 3-0 | 0-0 |
| 1. FFC Turbine Potsdam | 1-0 | 3-1 | 6-1 | 2-1 | 3-0 | 3-1 | 4-0  | 0-0 | 0-1 |     | 2-0 | 2-0 |
| SC Sand                | 4-1 | 0-1 | 1-3 | 1-2 | 3-2 | 1-1 | 4-2  | 1-2 | 1-2 | 1-1 |     | 0-4 |
| VfL Wolfsburgo         | 7-0 | 4-0 | 3-0 | 2-0 | 3-0 | 0-0 | 10-0 | 5-0 | 0-0 | 2-1 | 2-0 |     |

Actualizado al 10 de mayo de 2015. Fuente:

## Goleadoras

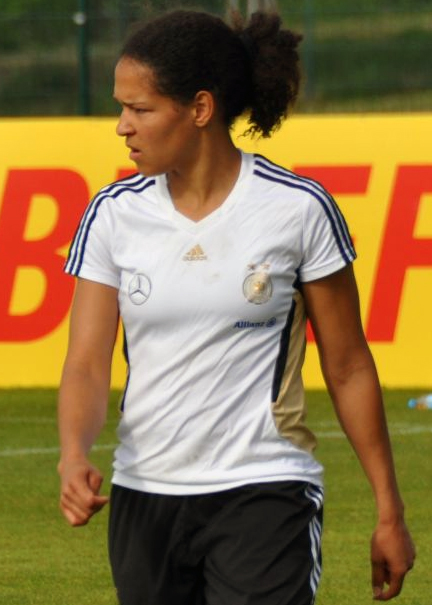
Célia Šašić, goleadora de la temporada.

| Posición | Jugadora           | Club                   | Goles |
| -------- | ------------------ | ---------------------- | ----- |
| 1        | Célia Šašić        | 1. FFC Frankfurt       | 21    |
| 2        | Kerstin Garefrekes | 1. FFC Frankfurt       | 15    |
| 3        | Alexandra Popp     | VfL Wolfsburgo         | 13    |
| 4        | Martina Müller     | VfL Wolfsburgo         | 11    |
| 4        | Sandra Starke      | SC Friburgo            | 11    |
| 6        | Genoveva Añonma    | 1. FFC Turbine Potsdam | 10    |
| 7        | Katie Stengel      | FC Bayern Múnich       | 9     |

### Tripletas
| Jugador       | Para             | Contra                 | Resultado | Fecha                   | Ref.  |
| ------------- | ---------------- | ---------------------- | --------- | ----------------------- | ----- |
| Célia Šašić   | 1. FFC Frankfurt | Herforder SV           | 6–1       | 5 de octubre de 2014    | [ 4 ] |
| Célia Šašić   | 1. FFC Frankfurt | SC Friburgo            | 7–0       | 5 de noviembre de 2014  | [ 5 ] |
| Vanessa Bürki | FC Bayern Múnich | Herforder SV           | 7–0       | 14 de noviembre de 2014 | [ 6 ] |
| Célia Šašić   | 1. FFC Frankfurt | 1. FFC Turbine Potsdam | 5–1       | 15 de febrero de 2015   | [ 7 ] |

## Equipo Campeón
| FC Bayern Múnich | |
|                  | Porteras: Tinja-Riikka Korpela, Katja Schroffenegger, Manuela Zinsberger Defensas: Caroline Abbé, Katharina Baunach, Nora Holstad, Gina Lewandowski, Leonie Maier, Raffaella Manieri, Carina Wenninger Centrocampistas: Melanie Behringer, Dagný Brynjarsdóttir, Laura Feiersinger, Jenny Gaugigl, Melanie Leupolz, Viktoria Schnaderbeck, Ricarda Walkling Delanteras: Eunice Beckmann, Vanessa Bürki, Mana Iwabuchi, Lena Lotzen, Vivianne Miedema, Katie Stengel Entrenador: Thomas Wörle |